# Montclar, Aude

Montclar este o comună în departamentul Aude din sudul Franței. În 1 ianuarie 2022 avea o populație de 177 de locuitori.